# Mexicansk kunst
Mexicansk billedkunst kan opdeles i pre-hispanisk mesoamerikanske æra, kolonitiden og perioden efter Mexicos uafhængighedskrig.
Mesoamerikansk kunst blev fremstillet før den spanske erobring af aztekernes rige i det område, der nu er det centrale og sydlige Mexico, og skete i en periode på omkring 3000 år.

## Pre-columbianske kunst
Den præcolumbianske kunst kan opdeles i tre perioder: præklassisk, klassisk og postklassisk.
Den første dominerende mesoamerikanske kultur var olmekernes: "Fra de tidlige indianske folks billedkunst ... eksisterer kæmpe stenhoveder i Veracruz og Tabasco, udhugget af olmekerne (fra la Venta-kulturen) omkring 800 f.Kr.". Fra den kultur opstod det, der er forbundet med Mesoamerika - såsom hieroglyfskriften, en kalender, første fremskridt i astronomi, monumentale skulptur- (olmekerhoveder) og jadearbejder.
De var forløbere for senere kulturer som Teotihuacán, nord for Mexico City, zapotekerne i Oaxaca og mayaerne i det sydlige Mexico, Belize og Guatemala.
I modsætning til moderne vestlig kunst blev næsten al mesoamerikansk kunst skabt for at tjene religiøse eller politiske behov, snarere end kunst for kunstens skyld. Denne kunst er stærkt baseret på naturen, den omgivende politiske virkelighed og guderne.
- Kvindelige figurer fra Tlatilco-kulturen, 1250-800 fvt.
- Olmekerhoved, 1200–900 fvt.
- "El Señor de Las Limas", 1000-600 fvt.
- Olmekisk jadeit-maske, 1000-600 fvt.
- Chupicuaro-statuette udstillet på Louvre, 600-200 fvt.
- Coati i keramik fra Colima, 200 fvt - 500 evt.
- Detalje af vægmaleriet "Gran Diosa de Teotihuacán", Teotihuacán, 100 fvt. - 700 evt.
- Kar med tre ben; fra Teotihuacán, 250-600 evt.
- Stuccohoved af K'inich Janaab Pakal I (603-683), hersker af Palenque.
- Tallerken fra Calakmul, 600-800
- Skulptur af Chaac, dele af facaden af en bygning i Labna, 600-900
- Krukker fra Casas Grandes, 12.-15. århundrede
- Udsnit fra Codex Zouche-Nuttall, 14.-15. århundrede
- Gudinden Coyolxauhqui illustreret på en skive, 14.-16. århundrede; på Templo Mayor-museet.
- Solstenen, fra det tidlige 16. århundrede blev brugt som kalender af aztekerne. Udstillet på Museo Nacional de Antropología, Mexico By

## Kolonitiden, 1521–1821
Efter den spanske erobring prioriterede spanierne evangelisering og den tilhørende bygning af kirker. Klostre blev bygget i Mexico City og omegn.
Plumeria var en kunstnerisk, dekorationsteknik, hvor man brugte fjer.
Códices mexicas var bøger, som blev skrevet af indfødte. Disse blev også skrevet under kolonitiden.
De fleste Nahua-kunstnere, som malede billeder, var anonyme.
Barokken var fremtrædende inden midten af det 17. århundrede med værker af spanieren Sebastián López de Arteaga, eksemplificeret ved maleriet af Thomas Tvivleren: La incredulidad de santo Tomás.
Andre påvirkninger kom fra Caravaggio og Peter Paul Rubens.
Kendt for store fritstående lærreder i kirker var blandt andet Cristóbal de Villalpando.
Juan Rodríguez Juárez (1675–1728) og Juan Correa (1646–1716) var blandt æraens prominente malere. Correas mest kendte elev, José de Ibarra (1685–1756) havde også multietnisk baggrund. Miguel Cabrera (1695–1768) var muligvis også multietnisk.
En af de rigeste byer i verden var Mexico City i 16.-18. århundrede, og dette muliggjorde finansiering af et betydeligt kunstmiljø.
Den sidste kunstinstitution, der blev etableret i kolonitiden, var San Carlos-akademiet i 1783.

### Nyklassicisme
Nyklassicismen kom til Mexico. En af de nyklassicistiske kunstnerne fra San Carlos-akademiet (spansk: Academia de San Carlos) var Manuel Tolsá. Han er kendt for en statue, støbt i bronze i 1803, af kong Charles IV. Statuen blev placeret i Zócalo, og siden 2011 er statuen i Museo Nacional de Arte.

### Galleri
- Et kors af typen cruz atrial (der står i et atrium) i Acolman. I den tidlige periode af evangeliseringen fandtes åbne kapeller (til store menigheder) med antropomorfe stenkors med Jesus afbildet på midten.
- Opførelsen af Tenochtitlan i Mendoza-kodekset, ca. 1541.
- Byer som skyldte afgifter til aztekerriget, som vist i Mendoza-kodekset, ca. 1541.
- Gengivelse af Hernán Cortés og Malinche i Lienzo de Tlaxcala under erobringen af det centrale Mexico.
- Florentiner-kodekset bog XII, der viser død og kremering af Moctezuma.
- Side fra Codex Azcatitlan, der viser spanske erobrere og Hernán Cortés og Malinche
- Codex Ramirez afbilder en tzompantli eller kranie-stativ, i skildringen af et tempel dedikeret til Huitzilopochtli fra Juan de Tovars manuskript
- Nezahualpilli, tlatoani (eller hersker) af Texcoco. Codex Ixtlilxochitl, ca. 1582.
- En side fra Badianus-manuskriptet, 16. århundrede
- Huexotzinco Codex; panelet viser Jomfru Maria og Jesus-barnet og symboler til at illustrere afgifter, som blev betalt til administratorer
- Erobreren Nuño Beltrán de Guzmán som vist i Codex Telleriano Remensis. 16. århundrede
- Codex Aubin
- Juan Gersons malerier i den franciskanske kirke i Tecamachalco, Puebla. Malet i 1562.

## Fra uafhængigheden til udbruddet af den mexicanske revolution, 1821-1911
I første halvdel af det 19. århundrede blev den romantiske malestil indført i Mexico og resten af Latinamerika af udenlandske rejsende, der var fascineret af den nyligt uafhængige nation. En af disse var den bayerske kunstner Johann Moritz Rugendas, der boede i landet fra 1831 til 1834. Andre var englænderen Daniel Egerton, som malede landskaber i den britiske romantiske tradition, og tyske Carl Nebel, som primært skabte litografier af de forskellige sociale og etniske befolkningsgrupper i landet.
Costumbrismo-strømningen kom. En, der malede i denne stilart, var Agustín Arrieta fra Puebla. Hans motiver var scener fra hans hjemby med smukt malede fliser og keramik. Hans scener viste ofte hverdagslivet med kvinder, der arbejder i køkkenet samt afro-mexicanske og afrikansk-udseende arbejdere på markedsplads.
Blandt de, der skildrede de indfødtes lidelser under erobringen, var Félix Parra.

## Efter revolutionen
Muralismo-retningen kom, og den blev dominerende. Rufino Tamayo skabte et brud med den nationalistiske og politiske tone i muralismo på en enkeltudstilling i Mexico City i 1926. Han blev først værdsat uden for Mexico, men med en enkeltudstilling i 1929 fik han også succes i hjemlandet.
Stridentism (spansk: estridentismo) var en kunstnerisk avantgardistisk bevægelse, der blev startet i Mexico City i 1921.
Los Contemporáneos (dansk: "de samtidige") var en gruppe, der sidst i 1920’erne og tidligt i 1930’erne dyrkede modernismen i Mexico.
På grund af 2. verdenskrig kom flere tusinde flygtninge fra Europa, herunder kunstnere. Fra Tyskland og Østrig kom der ca. 3000 flygtninge i 1940.
I 1942-1944 udgav østrigeren Wolfgang Paalen det indflydelsesrige magasin DYN i Mexico City, som fokuserede på en overgang fra surrealisme til abstrakt ekspressionisme. Magasinet udkom med seks numre i alt.
Andre eksponenter for abstrakt ekspressionisme i 1940'erne var blandt andre Alice Rahon.
Eksponenter for surrealisme i billedkunsten var blandt andre Remedios Varo, Leonora Carrington og Bridget Bate Tichenor. Frida Kahlo er ofte blevet associeret med surrealismen, men hun afviste selv sådan en forbindelse.
I 1949 blev institutionen Salón de la Plástica Mexicana etableret.
I 1950'erne kom Generación de la Ruptura, der var et modsvar til muralismo. I spidsen for den nye kunstretning stod blandt andre José Luis Cuevas, Gilberto Navarro, Rafael Coronel, Alfredo Casaneda og skulptøren Juan Soriano. I 1952 blev Galería Prisse åbnet af Alberto Gironella, Enrique Echeverría, Vlady Kibalchich Rusakov og Héctor Xavier, og i det ene år det eksisterede, havde galleriet indflydelse på oprettelsen af Generación de la Ruptura.
 Galleriet bliver tilskrevet æren for, at "Ruptura-kunstnerne" fik fodfæste på kunstmarkedet i Mexico.)
Den mexicanske stat kontrollerede mange af institutionerne, hvor kunst kunne udbredes, og regeringspartiet Partido Revolucionario Institucional delte ikke synspunkter med "Ruptura"-kunstnerne. Først i slutningen af 1950'erne og begyndelsen af 1960'erne fik disse kunstnere lov til at udstille på anerkendte steder som Museo de Arte Moderno og Palacio de Bellas Artes. Tidligere udstillinger af "Ruptura"-kunstnere blev i stor grad ignoreret af de kulturelle myndigheder, og dette vanskeliggjorde udbredelsen af kendskabet til dem.
Blandt "abstrakt-kunstnere" i Generación de la Ruptura var Lilia Carrillo, Pedro Coronel, Enrique Echeverría, Manuel Felguérez.
Andre eksponenter for Generación de la Ruptura var Roger von Gunten, Gustavo Arias Murueta, Tomás Parra. Af de tilflyttede "Ruptura-malere" var Vicente Rojo fra Cataluña den vigtigste.
Forløbere for eller sympatisører med Generación de la Ruptura var blandt andre Gunther Gerzso, Mathias Goeritz, Alfonso Michel og "abstrakt-kunstnerne" Carlos Mérida og Myra Landau.
I 1974 blev det kombinerede galleri og museum Museo de Arte Contemporáneo Alvar y Carmen T. de Carillo Gil (MACG) åbnet.
I 1978 blev "forum for samtidskunst" Foro de Arte Contemporáneo grundlagt.
I 1984 færdiggjordes den sidste skulptur i skulpturparken Las Pozas i Xilitla i San Luis Potosí.
Blandt de neo-ekspressionistiske malere var Julio Galán.

### Galleri
- Udsnit af vægmaleri af Diego Rivera. Palacio Nacional (Mexico By)
- Af Alfredo Zalce, (frit oversat: Folk og landskab i Michoacán) "Gente y paisaje de Michoacán"
- Af Remedios Varo, "Roulotte" (1955)
- Skulpturparken Las Pozas bygget af Edward James i delstaten San Luis Potosí

### Salón de la Plástica Mexicana (SPM), nuværende og tidligere medlemmer
Medlemmerne af SPM var (fra 1949) Angelina Beloff, Geles Cabrera, (fra 1954) Enrique Echeverría, Arturo Estrada,
(fra 1956) Elizabeth Catlett, Adolfo Mexiac,
(fra 1961) Francisco Moreno Capdevila,
(fra 1964) Rina Lazo, (fra 1965) Sergio Valadez Estrada, (fra 1966) Susana Campos,
(fra 1968) Byron Galvez, María Luisa Reid, (fra 1972) José Julio Gaona,
(fra 1976) fotograferne Enrique Bostelmann, Graciela Iturbide,
Manuel Álvarez Bravo,
(til 1978) Tomás Parra, (fra 1984) Consuelo González Salazar, (fra 1994) Carmen Castilleja, (fra 1996) Elsa Madrigal, (fra 1997) Helen Bickham,
(fra 1998) Aurea Aguilar, Azteca de Gyves, Deyanira África Melo, Abel Ramírez,
(fra 2000) Rosa María Alfonseca, Patricia Mejía Contreras, Aliria Morales, (fra 2002) Mauricio García Vega, (fra 2005) Tania Janco, (fra 2006) José Víctor Crowley, (fra 2008) Daniel Manrique;
Gilberto Aceves Navarro, Ignacio Aguirre, Rodolfo Aguirre Tinoco, Lourdes Alaniz, David Alfaro Siqueiros, Ramón Alva de la Canal, Jesús Álvarez Amaya, Lola Alvarez Bravo (fotograf) Manuel Álvarez Bravo, Colette Álvarez Urbajtel, Chappie Angulo, Luis Y. Aragón, Gustavo Arias Murueta, Javier Arévalo, Ignacio Asúnsolo,
Santos Balmori, Silvia Barbescu, Sofía Bassi, Feliciano Béjar, Arnold Belkin, Alberto Beltrán, Roberto Berdecio, Ángel Bracho,
Roció Caballero, Yolanda Cabrera, Jorge González Camarena, Enrique Carbajal (mononym: Sebastian),
Francisco Cárdenas Martínez, Federico Cantú, Angélica Carrasco, Julio Carrasco Bretón, Leonora Carrington, Beatriz Caso, Guillermo Ceniceros, Pedro Cervantes, Vladimir Cora Francisco Corzas, Christa Cowrie, Dolores Cueto, Germán Cueto, Blanca Charolet (fotograf), Maria Eugenia Chellet,
Myriam de la Riva, Francisco Díaz de León, María Elena Delgado, Olga Dondé, Roberto Donis, Dr. (Gerardo Murillo) Atl, Guillermina Dulché,
Laura Elenes,
Gabriel Fernández Ledesma, Luis Filcer, Leopoldo Flores, Pedro Friedeberg,
Mario Gallardo, Vicente Gandía, María García (fotograf), Antonio García Vega, Andrea Gómez (artist), Jorge González Camarena, Alfredo Guati Rojo, Jesús Guerrero Galván, Xavier Guerrero, Ángela Gurría, Luis Gutierrez, Olivia Guzmán,
José Hernández Delgadillo, Miguel Hernández Urbán, María Izquierdo,
Jazzamoart, Sarah Jiménez, Heriberto Juárez,
Frida Kahlo, Pablo Kubli,
Paulina Lavista, Agustín Lazo, Paula Lazos, (fotograf), Fernando Leal, Rosa Lie Johansson, Julia López, Nacho López,
Leonel Maciel, Tosia Malamud, Ofelia Márquez Huitzil, Mary Martín, Héctor Martínez Arteche, Ricardo Martínez de Hoyos, Leopoldo Méndez (grafiker), Eliana Menassé, Carlos Mérida, Benito Messeguer, Adolfo Mexiac (grafiker), Guillermo Meza, Alfonso Michel, Flor Minor, Roberto Montenegro, Francisco Mora, Virginia Morales (fotograf), Francisco Moreno Capdevila, Nicolás Moreno, Carlos Nakatani, Leonardo Nierman, Rodolfo Nieto,
Isidoro Ocampo, Juan O'Gorman, Pablo O'Higgins, Ignacio Ortiz, Carlos Orozco Romero, Mario Orozco Rivera, Luis Ortiz Monasterio,
Sandra Pani, Mariano Paredes, Antonio Peláez, Feliciano Peña, Luz María Pizá Núñez, Pedro Preux, Antonio Pujol, Yolanda Quijano, Alice Rahon, Walter Reuter (fotojournalist), Jesús Reyes Ferreira, Diego Rivera, Antonio Rodríguez Luna, Manuel Rodríguez Lozano, Rosa Rolanda, Antonio M. Ruíz,
Vlady Kibalchich Rusakov, Herlinda Sánchez Laurel, Naomi Siegmann, Waldemar Sjölander, Juan Soriano,
Hermenegildo Sosa,
Valetta Swann,
Luis Valsoto,
Zalathiel Vargas,
Alfredo Zalce, Ángel Zamarripa, Beatriz Zamora,
Álvaro Zardoni, Nahum B. Zenil, Celso Zubire, José Zúñiga.
Blandt medlemmerne var også nogle, der var en del af Generacion de la Ruptura, herunder: Lilia Carrillo, Rodolfo Hurtado, Francisco Icaza, Lucinda Urrusti og Héctor Xavier. Blandt disse var nogle stiftende medlemmer af SPM, blandt andre Pedro Coronel.
Andre stiftende medlemmer (af SPM) var blandt andre
Luis Arenal,
Abelardo Ávila,
Raúl Anguiano,
Celia Calderón,
Gloria Calero Sierra,
Federico Canessi,
Fidencio Castillo,
Rosa Castillo,
Fernando Castro Pacheco,
Erasto Cortés Juárez,
Olga Costa,
Francisco Dosamantes,
Manuel Echauri,
Jesús Escobedo,
Arturo García Bustos,
Héctor García Cobo (fotograf),
José García Narezo,
Desiderio Hernández Xochitiotzin,
Elena Huerta Muzquiz,
Amador Lugo,
Leopoldo Méndez,
Gustavo Montoya,
Francisco Mora,
José Chávez Morado,
Nefero,
Luis Nishizawa,
Fanny Rabel,
José Reyes Meza,
Jorge Tovar,
Cordelia Urueta,
Mariana Yampolsky,
Francisco Zúñiga.

## Film
Da André Breton turnerede Mexico i 1938, fremviste han et filmprogram med Den andalusiske hund og nogle Hollywood-film.
I 1931-1932 filmede Sergei Eisenstein Da zdravstvuyet Meksika! i Mexico - en film, han aldrig gjorde færdig.
Luis Buñuel indspillede Fortabt ungdom fra 1950 og Simon i ørkenen fra 1965 i Mexico.
Como Agua Para Chocolate udkom i 1992 og var året efter den udenlandske film, der tjente flest penge i USA.

### Generelt – latinamerikansk kunst
- Ades, Dawn. Art in Latin America: The Modern Era, 1820–1980. New Haven: Yale University Press 1989.
- Baddeley, Oriana & Fraser, Valerie (1989). Drawing the Line: Art and Cultural Identity in Contemporary Latin America. London: Verso. ISBN 0-86091-239-6.
- Alcalá, Luisa Elena and Jonathan Brown. Painting in Latin America: 1550–1820. New Haven: Yale University Press 2014.
- Anreus, Alejandro, Diana L. Linden, and Jonathan Weinberg, eds. The Social and the Real: Political Art of the 1930s in the Western Hemisphere. University Park: Penn State University Press 2006.
- Bailey, Gauvin Alexander. Art of Colonial Latin America. New York: Phaidon Press 2005.
- Barnitz, Jacqueline. Twentieth-Century Art of Latin America. Austin: University of Texas Press 2001.
- Craven, David. Art and Revolution in Latin America, 1910–1990. New Haven: Yale University Press 2002.
- Dean, Carolyn and Dana Leibsohn, "Hybridity and Its Discontents: Considering Visual Culture in Colonial Spanish America," Colonial Latin American Review, vol. 12, No. 1, 2003.
- delConde, Teresa (1996). Latin American Art in the Twentieth Century. London: Phaidon Press Limited. ISBN 0-7148-3980-9.
- Donahue-Wallace, Kelly. Art and Architecture of Viceregal Latin America, 1521–1821. Albuquerque: University of New Mexico Press 2008.
- Fernández, Justino (1965). Mexican Art. Mexico D.F.: Spring Books.
- Frank, Patrick, ed. Readings in Latin American Modern Art. New Haven: Yale University Press 2004.
- Goldman, Shifra M. Dimensions of the Americas: Art and Social Change in Latin America and the United States. Chicago: University of Chicago Press 1994.
- Latin American Artists of the Twentieth Century. New York: MoMA 1992.
- Latin American Spirit: Art and Artists in the United States. New York: Bronx Museum 1989.
- Ramírez, Mari Carmen and Héctor Olea, eds. Inverted Utopias: Avant Garde Art in Latin America. New Haven: Yale University Press 2004.
- Reyes-Valerio, Constantino. Arte Indocristiano, Escultura y pintura del siglo XVI en México. Mexico City: INAH Consejo Nacional para la Cultura y las Artes 2000.
- Sullivan, Edward. Latin American Art. London: Phaidon Press, 2000.
- Turner, Jane, ed. Encyclopedia of Latin American and Caribbean Art. New York: Grove's Dictionaries 2000.

### Generelt – mexicansk kunst
- Artes de México (1953–present). Individual issues on particular topics.
- Museum of Modern Art, Twenty Centuries of Mexican Art. New York: Museum of Modern Art 1940.
- Oles, James. Art and Architecture in Mexico. London: Thames & Hudson 2013.
- Paz, Octavio (1987). Essays on Mexican Art. Helen Lane (translator). New York: Harcourt Brace and Company. ISBN 0-15-129063-6.
- Rosas, José Luis, red. (1982). Historia del Arte Mexicano [History of Mexican Art] (spansk). Vol. 1. Mexico City: SALVAT Mexicana de Ediciones SA de CV. ISBN 968-32-0199-7.
- Rosas, José Luis, red. (1982). Historia del Arte Mexicano [History of Mexican Art] (spansk). Vol. 2. Mexico City: SALVAT Mexicana de Ediciones SA de CV. ISBN 968-32-0220-9.
- Rosas, José Luis, red. (1982). Historia del Arte Mexicano [History of Mexican Art] (spansk). Vol. 3. Mexico City: SALVAT Mexicana de Ediciones SA de CV. ISBN 968-32-0221-7.
- Rosas, José Luis, red. (1982). Historia del Arte Mexicano [History of Mexican Art] (spansk). Vol. 4. Mexico City: SALVAT Mexicana de Ediciones SA de CV. ISBN 968-32-0222-5.
- Rosas, José Luis, red. (1982). Historia del Arte Mexicano [History of Mexican Art] (spansk). Vol. 5. Mexico City: SALVAT Mexicana de Ediciones SA de CV. ISBN 968-32-0237-3.
- Vargas Lugo, Elisa. Estudio de pintura colonial hispanoamericana. Mexico City: UNAM 1992.
- Zavala, Adriana. Becoming Modern, Becoming Tradition: Women, Gender and Representation in Mexican Art. State College: Penn State University Press 2010.

### Prehispanickunst
- Boone, Elizabeth Hill (2000). Stories in Red and Black : Pictorial Histories of the Aztecs and Mixtecs. Austin, Texas: University of Texas Press. s. 28. ISBN 978-0-292-70876-1.
- Klein, Cecilia. "Visual Arts: Mesoamerica". Encyclopedia of Mexico. Chicago: Fitzroy Dearborn 1997, pp. 1539–1552.
- Miller, Mary Ellen. The Art of Mesoamerica: From Olmecs to Aztecs. London: Thames & Hudson 2012.
- Pasztory, Esther. Pre-Columbian Art. Cambridge: Cambridge University Press, 2006.
- Townsend, Richard F. State and Cosmos in the Art of Tenochtitlan. Studies in Pre-Columbian Art and Archeology 20. Washington D.C., Dumbarton Oaks 1979.

### Kolonitidens kunst
- Armella de Aspe, Virginia and Mercedes Meade de Angula. A Pictorial Heritage of New Spain: Treasures of the Pinacoteca Virreinal. Mexico City: Fomento Cultural Banamex 1993.
- Burke, Marcus. Pintura y escultura en Nueva España: El barroco. Mexico City: Azabache 1992.
- Burke, Marcus. Treasures of Mexican Colonial Painting. Santa Fe: Museum of New Mexico 1998.
- Castello Yturbide, Teresa and Marita Martínez del Río de Redo. Biombos mexicanos. Mexico City: Instituto Nacional de Historia e Antropología (INAH), 1970.
- Gruzinski, Serge. "Colonial Indian Maps in sixteenth-century Mexico". In Res' 13 (Spring 1987)
- Hernández-Durán, Raymond. "Visual Arts: Seventeenth Century". Encyclopedia of Mexico, Chicago: Fitzroy Dearborn 1997, 1558–1568.
- Katzew, Ilona. Casta Paintings: Images of Race in Eighteenth-Century Mexico. New Haven: Yale University Press, 2004.
- Kubler, George. Mexican Architecture of the Sixteenth Century. 2 vols. New Haven: Yale University Press 1948.
- Mundy, Barbara E. The Mapping of New Spain: Indigenous Cartography and the Maps of the Relaciones Geográficas. Chicago: University of Chicago Press 1996.
- Peterson, Jeanette, The Paradise Garden Murals of Malinalco: Utopia and Empire in Sixteenth-Century Mexico. Austin: University of Texas Press 1993.
- Pierce, Donna, ed. Exploring New World Imagery. Denver: Denver Museum of Art 2005.
- Reyes-Valerio, Constantino (2000). Arte Indocristiano, Escultura y pintura del siglo XVI en México (spansk). Mexico D.F.: Instituto Nacional de Antropología e Historia Consejo Nacional para la Cultura y las Artes. ISBN 970-18-2499-7.
- Robertson, Donald. Mexican Manuscript Painting of the Early Colonial Period. New Haven: Yale University Press 1959.
- Schreffler, Michael. "Visual Arts: Sixteenth Century." Encyclopedia of Mexico. Chicago: Fitzroy Dearborn 1997, pp. 1553–1558.
- Sebastián, Santiago. Iconografía e iconología del arte novohispano. Mexico City: Azabache 1992.
- Toussaint, Manuel. Colonial Art in Mexico, edited and translated by Elizabeth Wilder Weismann. Austin: University of Texas Press 1967.
- Tovar de Teresa, Guillermo. Pintura y escultura en Nueva España, 1557–1640. Mexico City: Fundación Mexicana para la Educación Ambienttal and Radioprogramma de México 1992.
- Widdifield, Stacie G. "Visual Arts: Eighteenth- and Nineteenth-Century Academic Art." Encyclopedia of Mexico. Chicago: Fitzroy Dearborn 1997, pp. 1568–1576.

### Nittende århundredes kunst
- Fernández, Justino. El arte del siglo XIX. Mexico City: UNAM-IIE 1967.
- García Barragán, Elisa. El pintor Juan Cordero: Los días y las obras. Mexico City: UNAM 1984.
- Pintores mexicanos del siglo XIX. Mexico City: Museo de san Carlos. Instituto Nacional de Bellas Artes (INBA) 1985.
- Ramírez, Fausto. "Vertientes nacionalistas en el modernismo." In El nacionalismo y el arte mexicano. Mexico City: UNAM 1986.
- Rodríguez Prampolini, Ida. La crítica de arte en el siglo XIX. 3 vols. Mexico City: UNAM 1964.
- Rodríguez Prampolini, Ida. "La figura del indio en la pintura del siglo XIX, fondo ideológico," Arte, Sociedad e Ideología. 3 (Oct-Nov. 1977).
- Romero de Terreros, Manuel. Catálogos de las Exposiciones de la Antigua Academia de San Carlos, 1850–1898. Mexico City: UNAM-IIE 1963.
- Segre, Erica. Intersected Identities: Strategies of Visualization in Nineteenth-and Twentieth-Century Mexican Culture. New York and Oxford: Berhahn Books 2007.
- Uribe, Eloisa. Problemas de la producción escultórica en la ciudad de México, 1843–1847. Mexico City: Universidad Iberoamericana 1984.
- Uribe, Eloisa, ed. Y todo ....por una nación, historia social de la producción plástica de la ciudad Mexicana, 1761–1910. Mexico City: INAH-SEP 1987.
- Widdiefield, Stacie G. The Embodiment of the National in Late Nineteenth-Century Mexican Painting. Tucson: University of Arizona Press 1996.
- Widdifield, Stacie G. "Visual Arts: Eighteenth- and Nineteenth-Century Academic Art." Encyclopedia of Mexico. Chicago: Fitzroy Dearborn 1997, pp. 1568–1576.

### Moderne kunst
- Alonso, Ana María. "Conforming Discomformity: 'Mestizaje, Hybridity, ahd the Aesthetics of Mexican Nationalism." Cultural Anthropology vol. 19, no. 4 (2004) 459-90.
- Billeter, Erika, ed. Images of Mexico: The Contribution of Mexico to 20th-Century Art. Frankfurt: Shirn Kunsthall Frankfurt 1997.
- Coffey, Mary. How a Revolutionary Art Became Official Culture: Murals, Museums, and the Mexican State. Durham: Duke University Press 2012.
- Elliott, Ingrid. "Visual Arts: 1910–37, The Revolutionary Tradition." Encyclopedia of Mexico. Chicago: Fitzroy Dearborn 1997, pp. 1576–1584.
- Emmerich, Luis Carlos. 100 Pintores Mexicanos/100 Mexican Painters. Monterrey: Museo de Arte Contemporaneo de Monterrey 1993.
- Ferrer, Elizabeth. Through the Path of Echoes: Contemporary Art in Mexico. New York: Independent Curators 1990.
- Flores, Tatiana. Mexico's Revolutionary Avant-Gardes: From Estridentismo to ¡30-30!. New Haven: Yale University Press 2013.
- Folgarait, Leonard. Mural Painting and Social Revolution in Mexico, 1920–1940. Cambridge: Cambridge University Press 1998.
- Gallo, Ruben (2004). New Tendencies in Mexican Art : The 1990s. Gordonsville, VA: Palgrave Macmillan. ISBN 978-1-4039-6100-6.
- García Ponce, Juan. Nueve Pintores Mexicanos. Mexico City: Era 1968,
- Gilbert, Courtney. "Visual Arts: 1920–45, Art Outside the Revolutionary Tradition." Encyclopedia or Mexico. Chicago: Fitzroy Dearborn 1997, pp. 1584–1590.
- Good, Carl and John V. Waldron, eds. The Effects of the Nation: Mexican Art in an Age of Globalization. Philadelphia: Temple University Press 2001.
- Hurlburt, Laurance P. The Mexican Muralists in the United States. Albuquerque: University of New Mexico Press
- Indych-López, Anna. Muralism Without Walls: Rivera, Orozco, and Siqueiros in the United States, 1927–1940. Pittsburgh: University of Pittsburgh Press 2009.
- Ittman, John, ed. Mexico and Modern Printmaking, A Revolution in the Graphic Arts, 1920 to 1950. Philadelphia: Philadelphia Museum of Art 2006.
- Oles, James, ed. South of the Border, Mexico in the American Imagination, 1914–1947. New Haven: Yale University Art Gallery 1993.
- Picard, Charmaine. "Visual Arts: 1945-96." Encyclopedia of Mexico. Chicago: Fitzroy Dearborn 1997, pp. 1590–1594.
- Rodríguez, Antonio. A History of Mexican Mural Painting. London: Thames & Hudson 1969.
- Segre, Erica. Intersected Identities: Strategies of Visualization in Nineteenth-and Twentieth-Century Mexican Culture. New York and Oxford: Berhahn Books 2007.
- Sullivan, Edward. Aspects of Contemporary Mexican Painting. New York: The Americas Society 1990.

### Fotografi
- Bartra, Eli. "Women and Portraiture in Mexico". In "Mexican Photography." Special Issue, History of Photography 20, no. 3 (1996)220-25.
- Cabrera Luna, Claudia, Mayra Mendoza Avilés, Friedhelm Schimdt-Welle, and Arnold Spitta, eds. Hugo Brehme y la Revolución Mexicana/Und die Mexikanische Revolution. Mexico City and Germany: DAAD, INAH, and SINAFO 2009.
- Casanova, Rosa and Adriana Konzevik. Mexico: A Photographic History. Mexico City: INAH/RM 2007.
- Casasola, Gustavo. Historia gráfica de la Revolución Mexicana. 4 volumes. Mexico City: Trillas 1960.
- Cuevas-Wolf, Cristina; Werckmeister, Otto Karl (1997). Indigenous cultures, leftist politics and photography in Mexico from 1921 to 1940 (Afhandling). Northwestern University. Docket 9814199.
- Debroise, Olivier. Mexican Suite: A History of Photography in Mexico. Translated by Stella de Sá Rego. Austin: University of Texas Press 2001.
- Ferrer, Elizabeth. A Shadow Born of Earth: Mexican Photography. New York: Universe Publishing 1993.
- Figarella, Mariana. Edward Weston y Tina Modotti en México. Su inserción dentro de las estrategias estéticas del arte posrevolucionario. Mexico City: UNAM 2002.
- Folgarait, Leonard. Seeing Mexico Photographed: The work of Horne, Casasola, Modotti, and Álvarez Bravo. New Haven: Yale University Press 2008.
- Lerner, Jesse. The Shock of Modernity: Crime Photography in Mexico City. Madrid: Turner 2007.
- Mraz, John. "Photography". Encyclopedia of Mexico. Chicago: Fitzroy Dearborn 1997, pp. 1085–1090.
- Mraz, John. Looking for Mexico: Modern Visual Culture and National Identity. Durham: Duke University Press 2009.
- Mraz, John. Photographing the Mexican Revolution: Commitments, Testimonies, Icons. Austin: University of Texas Press 2012.
- Oles, James, ed. Lola Alvarez Bravo and the Photography of an Era. Mexico City: RM 2012.
- Ortiz Monasterio, Pablo. Mexico: The Revolution and Beyond: Photographs by Agustín Victor Casasola, 1900–1940. New York: Aperture 2003.
- Tierra y Libertad! Photographs of Mexico 1900–1935 from the Casasola Archive. Oxford: Museum of Modern Art 1985.
- Yampolsky, Mariana. The Edge of Time: Photographs of Mexico. Austin: University of Texas Press 1998.
- Ziff, Trisha, ed. Between Worlds: Contemporary Mexican Photography. New York: Impressions 1990.